# 约翰·怀尔德
约翰·保罗·怀尔德，AC，CBE（英語：John Paul Wild，1923年5月17日—2008年5月10日），出生于英国的澳大利亚射电天文学家，对太阳射电天文做出了突出贡献。

## 人物
在二战期间成为英国皇家海军的一名雷达官之后,他成为澳大利亚联邦科学与工业研究组织的一名射电天文学家。在1950年代和1960年代，他的众多发现基于太阳射电观测。在1960年代后期和1970年代早期，他的团队建造和运营了世界上第一个太阳射电光谱仪和随后的Culgoora射电日像仪，位于新南威尔士州的纳拉布赖附近。在Culgoora附近的保罗怀尔德天文台就是以他的名字命名的。

## 荣誉
他在他的科研生涯中获得以下奖项和荣誉:
- 埃奇沃思戴维奖章, 新南威尔士皇家学会 (1957).[1]
- 院士, 澳大利亚科学院 (1964).[2]
- Arctowski Medal, 美国国家科学院 (1969).[3]
- 巴尔塔萨范德堡尔金牌, 国际无线电科学联盟 (1969).[4]
- 皇家学会院士 (1970).[5]
- 赫歇尔奖章, 英国皇家天文学会 (1974).[6]
- Thomas Ranken Lyle Medal, 澳大利亚科学院 (1975).[7]
- 资深会员, 澳大利亚科学技术与工程学院 1977.[8]
- 大英帝国勋章的指挥官 (CBE) (1978).[9]
- 乔治·埃勒里·海爾奖 , 美国天文学会 (1980).[10]
- 澳大利亚和新西兰科学促进会 (1984).[11]
- Companion of the 澳大利亚勋章 (AC) (1986).[12]
- 百年奖章 (2001).[13]